# Clear Lake (Washington)
Clear Lake je obec v okrese Skagit, v americkém státě Washington. V roce 2010 v ní žilo 1 002 obyvatelé a obec byla částí metropolitní statistické oblasti Mount Vernon-Anacortes.

## Geografie
Obec má rozlohu 5,8 km², z čehož 14 % je voda.

## Demografie
Z 1 002 obyvatel, kteří zde žili roku 2010, bylo 90 % běloši a po necelém jednom procentu původní obyvatelé a Afroameričané. 7 % obyvatelstva bylo hispánského původu.

## Historie
Úpatí hor nedaleko obce kdysi pokrývalo jedno z nejlepších dřev, mezi které patřily jedle, cedry, jedlovce, smrky, borovice, modříny a listnaté stromy. Oblast byla osídlena už od roku 1877, ale až v roce 1891 obec zaznamenala vzrůst. Ve stejném roce zde byla otevřena šindelová pila a pár dalších podniků, které podpořily příliv další populace. V prosinci 1899 se tak v obci už nacházelo několik hotelů, masný trh, telefonní společnost, kostel a škola. V roce 1906 počet obyvatel vyrostl na 350 a obec byla dřevařským městečkem, které obklopovalo mnoho dřevařských táborů. U pily v Clear Lake mohlo být před zpracování uskladněno až 50 milion stop dřeva. V roce 1915 žilo ve městě dalších tisíc lidí a v táborech na hranicích města okolo dalších pěti set. V roce 1925 šindelová pila zkrachovala a společně s ní i mnoho dalších podniků. Dnes je město pouze duchem své vlastní minulosti.